# ベゴディア
ベゴディア(Begodya)は、韓国の蒸しパンの1つで、チンパンに似ている。ウズベキスタンに住む朝鮮人に人気がある。様々な肉やキャベツを詰めることがある。
ニューヨーク市のブルックリン区にあるウズベキスタン風朝鮮料理店であるカフェ・リリーの人気メニューである。